# Stazione di Gaepo-dong
La stazione di Gaepo-dong (개포동역 - 開浦洞驛, Gaepodong-nyeok ) è una stazione ferroviaria situata nel quartiere di Gangnam-gu della città di Seul, in Corea del Sud, servita dalla linea Bundang, ferrovia suburbana della Korail.

## Linee
Korail
■ Linea Bundang (Codice: K219)

## Struttura
La stazione di Gaepo-dong è realizzata in sotterraneo, ed è costituita da due marciapiedi laterali con due binari passanti, protetti da porte di banchina di sicurezza. Essendo i binari in curva, in alcuni punti si crea un certo spazio fra il treno e la banchina, e all'arrivo dei treni in stazione, ne viene fatto un annuncio.
| Dir. centro | ■ Linea Bundang | per Seolleung, Gangnam-gucheong e Wangsimni  |
| Dir. Suwon  | ■ Linea Bundang | per Suseo, Jeongja, Jukjeon, Giheung e Suwon |

## Stazioni adiacenti
| «             | Servizio        | »             |
| Linea Bundang | Linea Bundang   | Linea Bundang |
| ------------- | --------------- | ------------- |
| Guryong       | Locale Espresso | Daemosan      |